# Anorexígeno

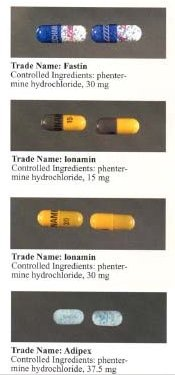
A fentermina, é comercializada como fórmula de liberação imediata (Adipex) e como resina de liberação lenta (Ionamin e Duromine).

Anorexígeno, anorético ou anomirineronético são medicamentos com a finalidade de induzir a anorexia – aversão ao alimento, falta de apetite, utilizados para emagrecer. Geralmente são anfetaminas, metanfetaminas e similares, mesma classe de drogas da cocaína, crack e metanfetamina. Atualmente, as drogas anorexígenas utilizadas no Brasil são a dietilpropiona (anfepramona), o femproporex, fenfluramina, fenilpropanolamina e o mazindol. Dentre eles, o femproporex é o anorexígeno mais utilizado no Brasil (60% das prescrições).
No Brasil, em 2008, o uso foi de cerca de 20DDD/1.000 habitantes, ou seja, estão entre os medicamentos mais vendidos no Brasil.. A Lei 13.454, sancionada em 23 de junho de 2017 permitiu a produção, comercialização e consumo de substâncias anorexígenas no país, mediante prescrição e orientação médica e com retenção de receita do tipo B2 pela farmácia que aviar o prescrito. 

## Mecanismos de atuação
As anfetaminas são estimulantes do SNC (Sistema Nervoso Central), que aumentam a vigília, cortam o apetite e aumentam a atividade autônoma
dos indivíduos. Algumas são capazes de atuar no sistema mesolímbico, aumentando a liberação de dois importantes neurotransmissores a noradrenalina e a dopamina. A biodisponibilidade aumentada desses neurotransmissores nas fendas sinápticas reduz o sono e a fome e provoca um estado de agitação psicomotora. A serotonina regula o apetite e junto com dopamina, responsáveis pela sensação de prazer, contribuem para a compulsão do uso.

## Indicação

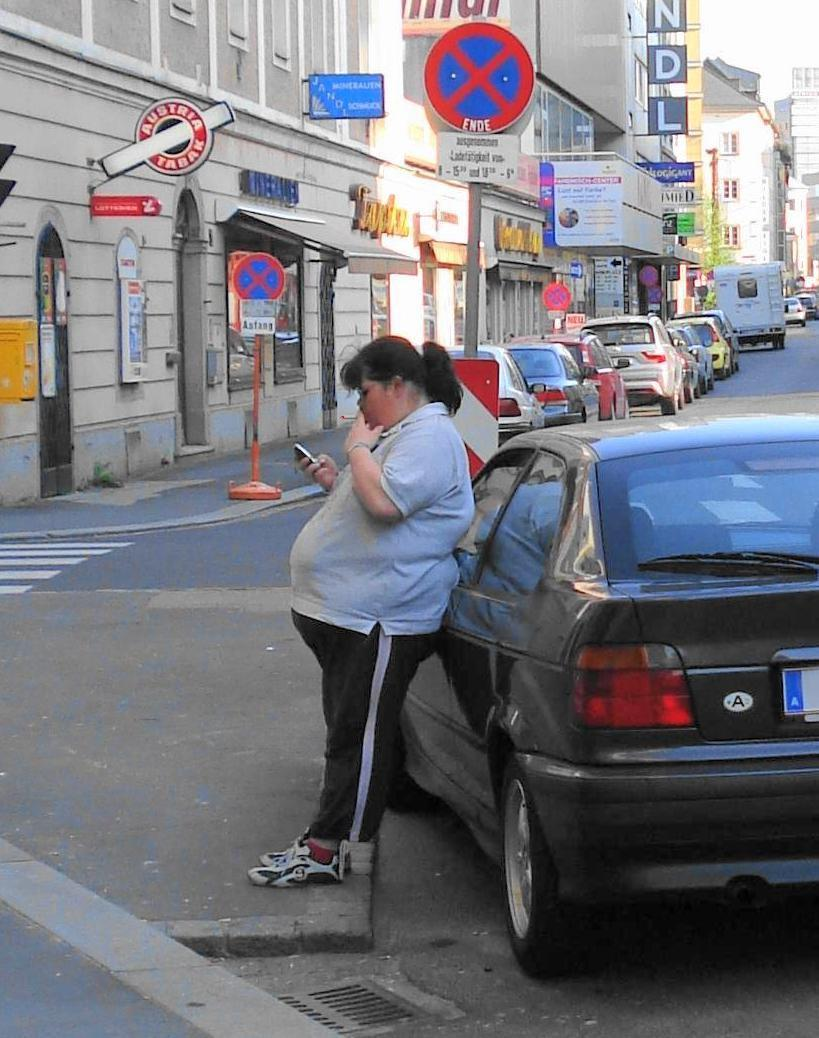
O uso de medicamentos frequentemente não é eficaz a longo prazo quando os paciente engordam novamente.

Casos de hipertensão pulmonar fatal e danos na válvula cardíaca associada a produtos farmacêuticos dos anorexígenos levaram à retirada de produtos do mercado na Europa. Este foi o caso do aminorex na década de 1960, e da fenfluramina em 1990. Da mesma forma, a associação do inibidor de apetite fenilpropanolamina relacionadas com acidente vascular cerebral hemorrágico levou a sua retirada do mercado nos Estados Unidos em 2000, e preocupações semelhantes quanto a efedrina resultaram em uma proibição do órgão de controle de drogas americano (FDA) a sua inclusão em suplementos dietéticos, em 2004 (mais tarde um juiz federal anulou esta proibição, em 2005, durante um processo feito pela fabricante de suplementos nutracêuticos). Outro fator importante para a proibição da efedrina foi o seu uso como um precursor na produção de metanfetaminas.
No Brasil, é usada no tratamento farmacológico da obesidade quando o paciente possui um IMC maior que 30,0 kg/m² ou quando o indivíduo apresenta doenças associadas a obesidade, com IMC superior a 25,0 kg/m², em situações nas quais o tratamento com dieta, exercício
ou aumento da atividade física e modificações comportamentais provou ser ineficaz repetidas vezes.

## Consumo no Brasil
Estudos apontam que mulheres fazem uso de anorexígenos entre seis a oito vezes mais do que homens. Em 2008, o consumo no país era de cerca de 20DDD/1000hab. (20 doses diárias definidas para cada 1000 habitantes).
Segundo relatório da ANVISA, houve um aumento de 500% no consumo de anorexígenos no Brasil entre 1998 e 2005, atingindo níveis considerados inadmissíveis. Conforme conclusão do relatório, ficou demonstrada necessidade de maior controle sobre a prescrição e venda dessas substâncias.
Além disso, em estudo realizado em 2003, 42,9% do total de notificações analisadas apresentavam alguma irregularidade, seja por estarem ilegíveis, não conterem carimbo do médico prescritor, apresentarem posologia inadequada do medicamentos, entre outras. Qualquer dessas irregularidades deveria impedir a dispensação de qualquer medicamento controlado, todavia nesses casos os anorexígenos foram dispensados.
Em 2011, a ANVISA, através da RDC (Resolução de Diretoria Colegiada) de n° 52/2011, determinou a proibição de uso de algumas de substâncias, como a anfepramona e o frempoporex, bem como introduziu medidas de controle de prescrição e dispensação de medicamentos a base de sibutramina. A intenção foi de frear o uso abusivo dessas substâncias, bem como o grave risco de problemas cardíacos que tal uso poderia acarretar.
Tal restrição vigorou, entretanto, até 2014 apenas, tendo sido sustada por meio de Decreto Legislativo, n° 273/2014, do Congresso Nacional. Hoje, a RDC n° 52/2011 teve sua revogação tácita reconhecida pela agência e a venda de medicamentos a base de substâncias anorexigênicas encontra-se regulada pela RDC n° 133/2016.

## Classificação
Os anorexígenos são classificados como psicotrópicos, uma vez que agem no Sistema Nervoso Central. Em razão de seu uso ter potencial de causar dependência, são vendidos apesar sob controle especial.
No Brasil, a Portaria nº 344/1998, editada pela Agência Nacional de Vigilância Sanitária, aprovava o regulamento técnico sobre substâncias e medicamentos sujeitos a controle especial. Porém, em 5 de setembro de 2007, a RDC nº 58 dispôs sobre o aperfeiçoamento do controle e fiscalização de substâncias psicotrópicas anorexígenas.
No Brasil, usa-se também o mazindol. Além dos riscos e efeitos colaterais comuns a outros anorexígenos, o Mazindol pode precipitar quadros depressivos, agitação psicomotora e sintomas semelhantes ao quadro de transtorno do pânico.

## Efeitos colaterais

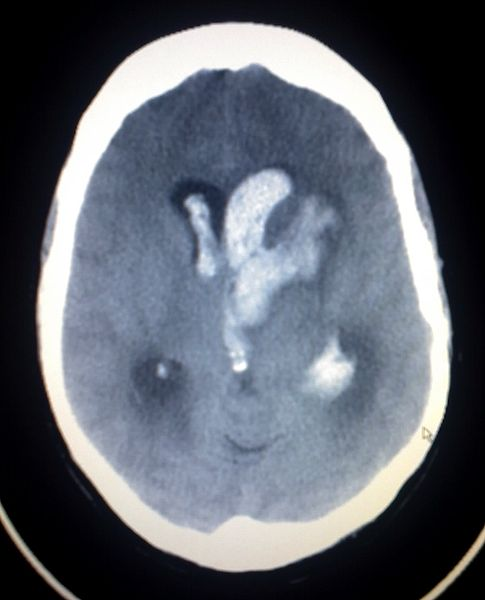
Em vários países a fenilpropanolamina e a efedrina foram banidos por causar derrame hemorrágico

Seus efeitos colaterais dependem do organismo de quem usa e do tempo de uso, sendo os mais comuns:
- Hipertensão arterial;
- Taquicardia;
- Midríase (dilatação da pupila);
- Disforia (humor instável);
- Cefaleia;
- Depressão nervosa;
- Irritabilidade;
- Arritmia;
- Insônia;
- Confusão mental;
- Tonturas;
- Agitação psicomotora;
- Constipação intestinal;
- Aumento da ansiedade;
- Instabilidade do humor;
- Calafrios;
- Vômitos;
- Sudorese;
- Hemorragia;
- Enjoo;

Devido ao seu alto potencial para causar dependência, a OMS recomenda que seu uso não ultrapasse 12 semanas. Uma pessoa que faça uso prolongado, pode desenvolver transtornos alimentares, especialmente bulimia. Como geralmente são anfetamínicos eles também podem causar depressão maior, alucinação, delírios e desencadear surto psicótico.

## Síndrome de abstinência

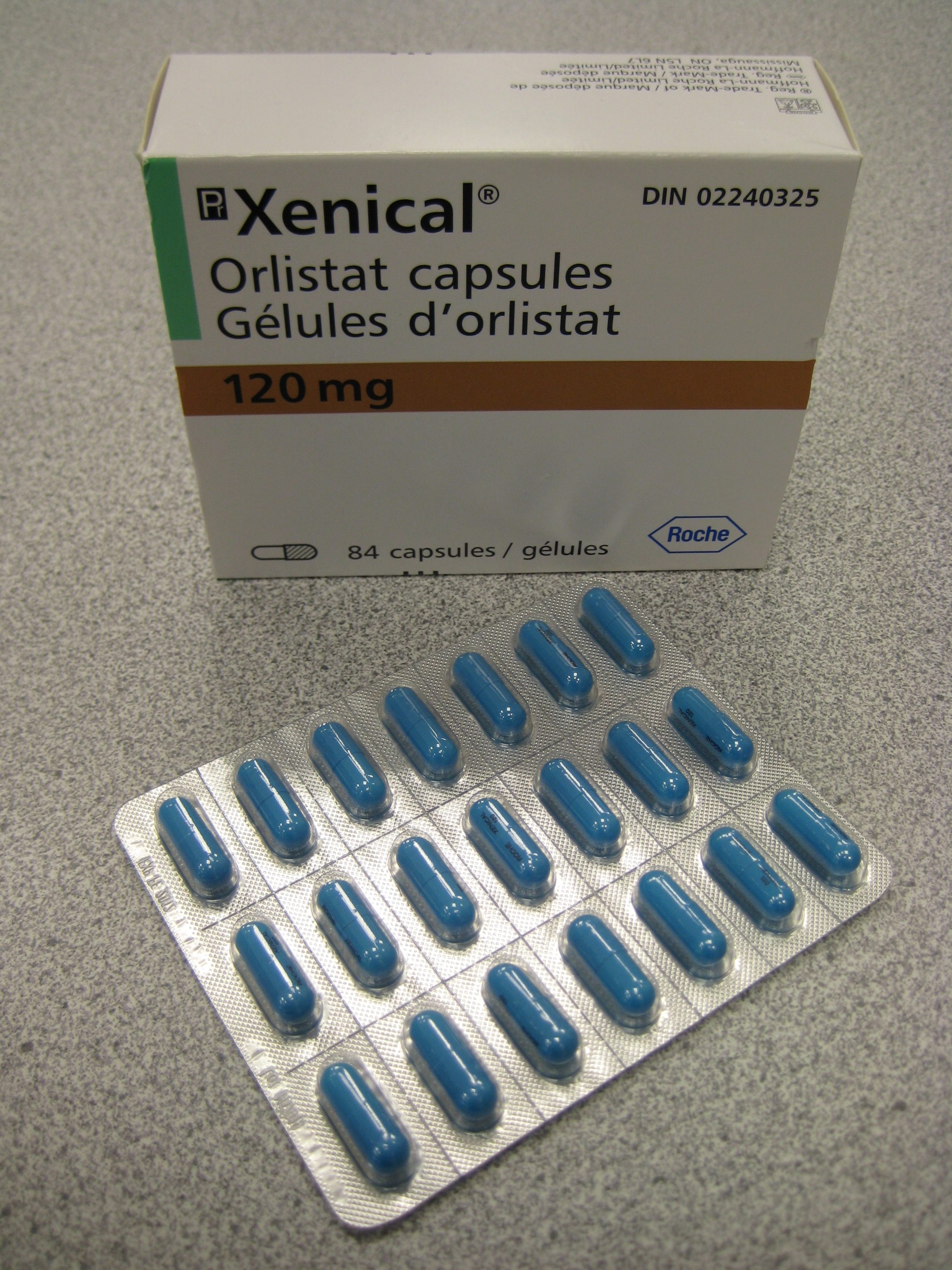
Um novo medicamento não-anfetamínico, o Xenical (Orlistat), causa menos efeitos colaterais e não causa dependência química, porém causa problemas gastrointestinais em 91% dos casos e renais em mais de 33% dos casos.

A síndrome de abstinência chega a atingir 87% dos usuários de anfetaminas:
- Fissura interna;
- Ansiedade e Agitação;
- Pesadelos;
- Redução da energia;
- Lentificação;
- Humor Depressivo.

## Contra-indicação
Os anorexígenos são contra-indicados para o tratamento de pacientes que apresentem:
- antecedentes psicóticos outranstornos de ansiedade;
- quadro de epilepsia não tratada;
- hipertensão arterial severa ou não tratada;
- histórico de intolerância aos anorexígenos ou de abuso de drogas;
- hipertireoidismo, cardiopatias severas, porfirias ou glaucoma.
O uso ainda é contra indicado para crianças com pouca idade, idosos, gestantes e lactantes.

## Interações
- A interação com antidiabéticos orais pode alterar significativamente a taxa de glicose.
- A interação com anti-hipertensivos, como a clonidina, guanetidina, metildopa e alcaloides da Rauwolfia diminuem os efeitos hipotensores por competir com receptores adrenérgicos.
- A interação com hormônios da tireóide aumenta a estimulação do sistema nervoso central e com fenotiazina, como a clorpromazina, produz efeito antagônico, anulando o efeito anorexígeno.
- O álcool pode interagir com todas as classes de anorexígenos provocando tonturas, vertigens, confusão mental e sonolência.
- Os anorexígenos podem reforçar o efeito central dos estimulantes do sistema nervoso central, dos hormônios da tireóide ou da amantadina; os efeitos das catecolaminas exógenas; os efeitos simpaticomiméticos dos IMAO.

## Alternativas
Catecolaminérgicos, Inibidores da absorção intestinal de gorduras e Inibidores seletivos de recaptação de serotonina (ISRS) ou de serotonina e noradrenalina. É importante também que o paciente faça psicoterapia, seja acompanhado por um nutricionista e faça exercícios físicos regulares para tratar as causas do problema, ou é bastante provável que ele volte a ganhar peso assim que pare os medicamentos aumentando a probabilidade de gerar dependência química e psicológica.